# ハン・スンジ
ハン・スンジ（韓 昇志、ハングル：한 승지、英語：Han Seung Ji、1993年12月15日 - ）は、大韓民国の女子プロゴルファーである。所属はフリー。

## 経歴
9歳よりゴルフを始める。
2011年6月に韓国女子プロゴルフ協会（KLPGA）入会。
2012年からはKLPGAツアーに参戦しシード選手にもなっていたが、2014年に年間獲得賞金ランキング73位に終わり、以降は主にKLPGA2部ドリームツアーを中心に2018年まで参戦していた。
2018年日本女子プロゴルフ協会（JLPGA）のファイナルクォリファイングトーナメント（QT）に進出し、80位となる。（QTランキングとしては79位）
2019年よりTP単年登録者としてJLPGA下部のステップ・アップ・ツアーに参戦。同年JLPGA最終プロテストに進出し12位タイで合格。
2020年1月1日付でJLPGAに入会し、92期生となった。

## TV出演
- BS日テレ「ゴルフサバイバル」2019年3月放送